# Estonie aux Jeux olympiques d'été de 2016
L'Estonie participe aux Jeux olympiques de 2016 à Rio de Janeiro au Brésil du 05 au 21 août 2016. Il s'agit de sa 7e participation à des Jeux olympiques d'été.
Avec une seule médaille de bronze en quatre de couple masculin (aviron), l'Estonie réalise un de ses plus mauvais bilans historiques aux JO d'été après le zéro pointé des Jeux d'Atlanta en 1996.

## Athlétisme
Hommes
Courses
| Athlète             | Épreuve        | Séries        | Séries | Demi-finales | Demi-finales | Finale          | Finale |
| Athlète             | Épreuve        | Résultat      | Rang   | Résultat     | Rang         | Résultat        | Rang   |
| ------------------- | -------------- | ------------- | ------ | ------------ | ------------ | --------------- | ------ |
| Roman Fosti         | Marathon       | NC            | NC     | NC           | NC           | 2 h 19 min 26 s | 61e    |
| Tiidrek Nurme       | Marathon       | NC            | NC     | NC           | NC           | 2 h 20 min 03 s | 63e    |
| Kaur Kivistik       | 3000 m steeple | 8 min 44 s 25 | 13     | DNA          | DNA          | DNA             | DNA    |
| Jaak-Heinrich Jagor | 400 m haies    | 49 s 78       | 4      | DNA          | DNA          | DNA             | DNA    |
| Rasmus Mägi         | 400 m haies    | 48 s 55       | 3 (Q)  | 48 s 64      | 4 (q)        | 48 s 40 (NR)    | 6e     |

Concours
| Athlète       | Épreuve           | Qualification | Qualification | Finale   | Finale |
| Athlète       | Épreuve           | Distance      | Rang          | Distance | Rang   |
| ------------- | ----------------- | ------------- | ------------- | -------- | ------ |
| Gerd Kanter   | Lancer du disque  | 64,02 m       | 5 (q)         | 65,10 m  | 5e     |
| Martin Kupper | Lancer du disque  | 62,92 m       | 10 (q)        | 66,58 m  | 4e     |
| Magnus Kirt   | Lancer du javelot | 79,33 m       | 23e           | DNA      | DNA    |
| Tanel Laanmäe | Lancer du javelot | 80,45 m       | 18e           | DNA      | DNA    |
| Risto Mätas   | Lancer du javelot | 79,40 m       | 22e           | DNA      | DNA    |

Combinés – Décathlon
| Athlète            | Épreuve  | 100 m   | SL     | LP      | SH     | 400 m   | 110 H   | LD      | SP     | LJ      | 1 500 m       | Total | Rang |
| ------------------ | -------- | ------- | ------ | ------- | ------ | ------- | ------- | ------- | ------ | ------- | ------------- | ----- | ---- |
| Maicel Uibo        | Résultat | 11 s 16 | 7,14 m | X       | 2,13 m | 51 s 08 | 14 s 84 | 37,69 m | 5,10 m | 60,52 m | 4 min 47 s 49 | 7170  | 24e  |
| Maicel Uibo        | Points   | 825     | 847    | 0       | 925    | 765     | 869     | 618     | 941    | 746     | 634           | 7170  | 24e  |
| Karl Robert Saluri | Résultat | 10 s 82 | 7,02 m | 13,88 m | 1,77 m | 50 s 32 | 16 s 51 | 42,96 m | 4,50 m | 46,42 m | 4 min 39 s 40 | 7223  | 23e  |
| Karl Robert Saluri | Points   | 901     | 818    | 721     | 602    | 800     | 676     | 725     | 760    | 536     | 684           | 7223  | 23e  |

Femmes
Courses
| Athlète    | Épreuve  | Séries   | Séries | Quarts de finale | Quarts de finale | Demi-finales | Demi-finales | Finale          | Finale |
| Athlète    | Épreuve  | Résultat | Rang   | Résultat         | Rang             | Résultat     | Rang         | Résultat        | Rang   |
| ---------- | -------- | -------- | ------ | ---------------- | ---------------- | ------------ | ------------ | --------------- | ------ |
| Liina Luik | Marathon | NC       | NC     | NC               | NC               | NC           | NC           | DNF             | DNF    |
| Lily Luik  | Marathon | NC       | NC     | NC               | NC               | NC           | NC           | 2 h 48 min 29 s | 97e    |
| Leila Luik | Marathon | NC       | NC     | NC               | NC               | NC           | NC           | 2 h 54 min 38 s | 114e   |

Concours
| Athlète       | Épreuve           | Qualification | Qualification | Finale   | Finale |
| Athlète       | Épreuve           | Distance      | Rang          | Distance | Rang   |
| ------------- | ----------------- | ------------- | ------------- | -------- | ------ |
| Ksenija Balta | Saut en longueur  | 6,71 m        | 4 (Q)         | 6,79 m   | 6e     |
| Liina Laasma  | Lancer du javelot | 58,06 m       | 20e           | DNA      | DNA    |

Combinés – Heptathlon
| Athlète      | Épreuve  | 100 H | SH | LP | 200 m | SL | LJ | 800 m | Total | Rang |
| ------------ | -------- | ----- | -- | -- | ----- | -- | -- | ----- | ----- | ---- |
| Grit Šadeiko | Résultat | DNF   | —  | —  | —     | —  | —  | —     |       |      |
| Grit Šadeiko | Points   | 0     | —  | —  | —     | —  | —  | —     |       |      |

## Aviron
| Athlète                                               | Compétition      | Séries        | Séries | Repêchage | Repêchage | Finale A      | Finale A                            |
| Athlète                                               | Compétition      | Temps         | Rang   | Temps     | Rang      | Temps         | Rang                                |
| ----------------------------------------------------- | ---------------- | ------------- | ------ | --------- | --------- | ------------- | ----------------------------------- |
| Tõnu Endrekson Andrei Jämsä Allar Raja Kaspar Taimsoo | Quatre de couple | 5 min 51 s 71 | 1      | Exemptés  | Exemptés  | 6 min 10 s 65 | Médaille de bronze, Jeux olympiques |

## Badminton
| Athlète      | Compétition   | Phase de groupes                | Phase de groupes                       | Phase de groupes | Phase de groupes | 1/8e de finale   | Quarts de finale | Demi-finales     | Finale           | Finale   |
| Athlète      | Compétition   | Adversaire Score                | Adversaire Score                       | Adversaire Score | Rang             | Adversaire Score | Adversaire Score | Adversaire Score | Adversaire Score | Rang     |
| ------------ | ------------- | ------------------------------- | -------------------------------------- | ---------------- | ---------------- | ---------------- | ---------------- | ---------------- | ---------------- | -------- |
| Raul Must    | Simple hommes | battu par Jørgensen 8-21, 15-21 | battu par Leverdez 18-21, 21-18, 12-21 | NC               | 3e Gr. G         | Éliminé          | Éliminé          | Éliminé          | Éliminé          | Éliminé  |
| Kati Tolmoff | Simple dames  | battue par Intanon 21-14, 21-13 | bat Yip 5-21, 21-13, 21-19             | NC               | 2e Gr. L         | Éliminée         | Éliminée         | Éliminée         | Éliminée         | Éliminée |

## Cyclisme

### Cyclisme sur route
| Athlète       | Compétition            | Temps           | Rang |
| ------------- | ---------------------- | --------------- | ---- |
| Tanel Kangert | Course en ligne hommes | 6 h 11 min 52 s | 9e   |
| Rein Taaramäe | Course en ligne hommes | non terminé     | NC   |

## Escrime
| Athlète            | Compétition       | 1/32 de finale   | 1/16 de finale   | 1/8 de finale    | Quarts de finale | Demi-finales     | Match pour la médaille de bronze Matchs de classement 5-8 | Match pour la médaille de bronze Matchs de classement 5-8 | Finale           | Finale |
| Athlète            | Compétition       | Adversaire Score | Adversaire Score | Adversaire Score | Adversaire Score | Adversaire Score | Adversaire Score                                          | Rang                                                      | Adversaire Score | Rang   |
| ------------------ | ----------------- | ---------------- | ---------------- | ---------------- | ---------------- | ---------------- | --------------------------------------------------------- | --------------------------------------------------------- | ---------------- | ------ |
| Nikolai Novosjolov | Épée individuelle | NC               | Park 12-10       | Limardo 15-12    | Imre 9-15        | DNA              | DNA                                                       | DNA                                                       | DNA              | 8e     |

| Athlète                                                  | Compétition       | 1/32 de finale   | 1/16 de finale    | 1/8 de finale    | Quarts de finale   | Demi-finales     | Match pour la médaille de bronze Matchs de classement 5-8 | Match pour la médaille de bronze Matchs de classement 5-8 | Finale           | Finale |
| Athlète                                                  | Compétition       | Adversaire Score | Adversaire Score  | Adversaire Score | Adversaire Score   | Adversaire Score | Adversaire Score                                          | Rang                                                      | Adversaire Score | Rang   |
| -------------------------------------------------------- | ----------------- | ---------------- | ----------------- | ---------------- | ------------------ | ---------------- | --------------------------------------------------------- | --------------------------------------------------------- | ---------------- | ------ |
| Julia Beljajeva                                          | Épée individuelle | NC               | Szász 11-15       | DNA              | DNA                | DNA              | DNA                                                       | DNA                                                       | DNA              | 29e    |
| Irina Embrich                                            | Épée individuelle | NC               | Pantelyeyeva 15-3 | Sun 12-15        | DNA                | DNA              | DNA                                                       | DNA                                                       | DNA              | 10e    |
| Erika Kirpu                                              | Épée individuelle | NC               | Holmes 15-4       | Besbes 11-15     | DNA                | DNA              | DNA                                                       | DNA                                                       | DNA              | 12e    |
| Julia Beljajeva Irina Embrich Erika Kirpu Kristina Kuusk | Épée par équipes  | NC               | NC                | NC               | Corée du Sud 27-26 | Chine 36-45      | Russie 31-37                                              | 4e                                                        | DNA              | 4e     |

## Haltérophilie
| Athlète   | Compétition           | Arraché  | Arraché | Épaulé-jeté | Épaulé-jeté | Total | Rang |
| Athlète   | Compétition           | Résultat | Rang    | Résultat    | Rang        | Total | Rang |
| --------- | --------------------- | -------- | ------- | ----------- | ----------- | ----- | ---- |
| Mart Seim | Plus de 105 kg hommes | 187      | 13      | 243         | 3           | 430   | 7e   |

## Judo
| Athlète          | Compétition     | 1er tour              | 2e tour             | 3e tour             | Quart de finale     | Demi-finale         | Repêchage 1         | Repêchage 2         | Finale              | Rang |
| Athlète          | Compétition     | Adversaire Résultat   | Adversaire Résultat | Adversaire Résultat | Adversaire Résultat | Adversaire Résultat | Adversaire Résultat | Adversaire Résultat | Adversaire Résultat | Rang |
| ---------------- | --------------- | --------------------- | ------------------- | ------------------- | ------------------- | ------------------- | ------------------- | ------------------- | ------------------- | ---- |
| Grigori Minaškin | Moins de 100 kg | Rakov (KAZ) 000-000 S | DNA                 | DNA                 | DNA                 | DNA                 | DNA                 | DNA                 | DNA                 | DNA  |

## Lutte
| Athlète             | Compétition     | Qualification       | Quarts de finale    | Demi-finales        | Repêchage 1         | Repêchage 2         | Finale              | Finale |
| Athlète             | Compétition     | Adversaire Résultat | Adversaire Résultat | Adversaire Résultat | Adversaire Résultat | Adversaire Résultat | Adversaire Résultat | Rang   |
| ------------------- | --------------- | ------------------- | ------------------- | ------------------- | ------------------- | ------------------- | ------------------- | ------ |
| Lutte gréco-romaine |                 |                     |                     |                     |                     |                     |                     |        |
| Ardo Arusaar        | Moins de 98 kg  | Magomedov (RUS) 0-6 | DNA                 | DNA                 | DNA                 | DNA                 | DNA                 | 16e    |
| Heiki Nabi          | Moins de 130 kg | López (CUB) 0-3     | DNA                 | DNA                 | Exempté             | Eurén (SWE) 3-0     | Semenov (RUS) 0-6   | 5e     |

| Athlète     | Compétition    | Qualification       | Huitièmes de finale | Quarts de finale    | Demi-finales        | Repêchage 1         | Repêchage 2         | Finale              | Finale |
| Athlète     | Compétition    | Adversaire Résultat | Adversaire Résultat | Adversaire Résultat | Adversaire Résultat | Adversaire Résultat | Adversaire Résultat | Adversaire Résultat | Rang   |
| ----------- | -------------- | ------------------- | ------------------- | ------------------- | ------------------- | ------------------- | ------------------- | ------------------- | ------ |
| Lutte libre |                |                     |                     |                     |                     |                     |                     |                     |        |
| Epp Mäe     | Moins de 75 kg | Exemptée            | Zhang (CHN) 4-6     | DNA                 | DNA                 | DNA                 | DNA                 | DNA                 | 13e    |

## Natation
Hommes
| Athlète        | Épreuve      | Séries        | Séries | Demi-finales | Demi-finales | Finale   | Finale |
| Athlète        | Épreuve      | Résultat      | Rang   | Résultat     | Rang         | Résultat | Rang   |
| -------------- | ------------ | ------------- | ------ | ------------ | ------------ | -------- | ------ |
| Martin Alikvee | 200 m brasse | 2 min 13 s 66 | 33e    | DNA          | DNA          | DNA      | DNA    |

Femmes
| Athlète        | Épreuve      | Séries        | Séries | Demi-finales | Demi-finales | Finale   | Finale |
| Athlète        | Épreuve      | Résultat      | Rang   | Résultat     | Rang         | Résultat | Rang   |
| -------------- | ------------ | ------------- | ------ | ------------ | ------------ | -------- | ------ |
| Maria Romanjuk | 100 m brasse | 1 min 09 s 49 | 30e    | DNA          | DNA          | DNA      | DNA    |

## Tir
| Athlète      | Épreuve                           | Qualifications | Qualifications | Demi-finales | Demi-finales | Finale | Finale |
| Athlète      | Épreuve                           | Score          | Rang           | Score        | Rang         | Score  | Rang   |
| ------------ | --------------------------------- | -------------- | -------------- | ------------ | ------------ | ------ | ------ |
| Peeter Olesk | Pistolet à 25 m tir rapide hommes | 535            | 25e            | DNA          | DNA          | DNA    | DNA    |

## Tir à l'arc
| Athlète        | Compétition       | Tour préliminaire | Tour préliminaire | 1er tour                        | 2e tour          | 3e tour          | Quarts de finale | Demi-finales     | Finale           | Finale |
| Athlète        | Compétition       | Score             | Rang              | Adversaire Score                | Adversaire Score | Adversaire Score | Adversaire Score | Adversaire Score | Adversaire Score | Rang   |
| -------------- | ----------------- | ----------------- | ----------------- | ------------------------------- | ---------------- | ---------------- | ---------------- | ---------------- | ---------------- | ------ |
| Laura Nurmsalu | Individuel femmes | 625 pts           | 35e               | Battue par Marchenko (30) 0 - 6 | non qualifiée    | non qualifiée    | non qualifiée    | non qualifiée    | non qualifiée    | 33e    |

## Triathlon
| Athlète       | Épreuve           | Natation    | Transition 1 | Cyclisme        | Transition 2 | Course      | Total           | Rang |
| ------------- | ----------------- | ----------- | ------------ | --------------- | ------------ | ----------- | --------------- | ---- |
| Kaidi Kivioja | Triathlon féminin | 20 min 07 s | 56 s         | 1 h 05 min 53 s | 39 s         | 38 min 05 s | 2 h 05 min 42 s | 44e  |

## Voile
| Athlète(s)        | Compétition | Régate 1 | Régate 2 | Régate 3 | Régate 4 | Régate 5 | Régate 6 | Régate 7 | Régate 8 | Régate 9 | Régate 10 | Total net | Total net | Medal Race | Total | Rang |
| Athlète(s)        | Compétition | Score    | Score    | Score    | Score    | Score    | Score    | Score    | Score    | Score    | Score     | Score     | Rang      | Score      | Total | Rang |
| ----------------- | ----------- | -------- | -------- | -------- | -------- | -------- | -------- | -------- | -------- | -------- | --------- | --------- | --------- | ---------- | ----- | ---- |
| Deniss Karpak     | Finn        | 5        | 14       | 17       | 20       | 23       | 10       | 13       | 8        | 18       | 21        | 126       | 20e       | Éliminé    | 126   | 20e  |
| Karl-Martin Rammo | Laser       | 24       | 19       | 17       | 44       | 30       | 28       | 36       | 8        | 2        | 5         | 169       | 21e       | Éliminé    | 169   | 21e  |

| Athlète(s)                      | Compétition | Régate 1 | Régate 2 | Régate 3 | Régate 4 | Régate 5 | Régate 6 | Régate 7 | Régate 8 | Régate 9 | Régate 10 | Régate 11 | Régate 12 | Total net | Total net | Medal Race | Total | Rang |
| Athlète(s)                      | Compétition | Score    | Score    | Score    | Score    | Score    | Score    | Score    | Score    | Score    | Score     | Score     | Rang      | Score     | Rang      | Score      | Total | Rang |
| ------------------------------- | ----------- | -------- | -------- | -------- | -------- | -------- | -------- | -------- | -------- | -------- | --------- | --------- | --------- | --------- | --------- | ---------- | ----- | ---- |
| Ingrid Puusta                   | RS:X        | 18       | 13       | 12       | 10       | 8        | 11       | 9        | 18       | 7        | 17        | 14        | 14        | 133       | 11e       | Éliminée   | 133   | 11e  |
| Anna Maria Sepp Kätlin Tammiste | 49er FX     | 15       | 17       | 19       | 20       | 17       | 18       | 16       | 18       | 19       | 20        | 18        | 17        | 194       | 19e       | Éliminées  | 194   | 19e  |